# Římskokatolická farnost Benátky nad Jizerou
Římskokatolická farnost Benátky nad Jizerou je jedno z územních společenství římských katolíků v staroboleslavském vikariátu s farním kostelem sv. Máří Magdaleny.

## Kostely farnosti
| Kostel                  | Místo                  | Bohoslužba                              |
| ----------------------- | ---------------------- | --------------------------------------- |
| sv. Máří Magdaleny      | Benátky nad Jizerou I  | ne 10.00 st pá 18.00                    |
| Nanebevzetí Panny Marie | Benátky nad Jizerou II | čt 9.00 so 18.00 pouze 2. a 4. v měsíci |
| Narození Panny Marie    | Benátky nad Jizerou I  |                                         |
| Všech svatých           | Zdětín                 | ne 15.00 vyjma 1. neděle v měsíci       |
| sv. Martina             | Dražice                |                                         |
| sv. Petra v okovech     | Kostelní Hlavno        | so 15.00 2. a 4. sobota v měsíci        |
| sv. Jakuba Staršího     | Předměřice nad Jizerou | ne 8.30 pouze 2. a 4. neděle v měsíci   |

## Osoby ve farnosti
- Mgr. Marek Miškovský, administrátor